# Achille Torelli
Achille Torelli (Napoli, 5 maggio 1841 – Napoli, 31 gennaio 1922) è stato un drammaturgo italiano.
Fu sovrintendente al teatro di San Carlo a Napoli. 

## Biografia
In origine cittadino del Regno delle due Sicilie, figlio dell'influente giornalista Vincenzo, simpatizzò con il sentimento nazionale italiano e dopo l'unità d'Italia partecipò alla battaglia di Custoza.
È famoso soprattutto per la commedia I mariti, scritta nel 1867 (da cui è stato tratto nel 1941 il film omonimo I mariti (Tempesta d'anime), diretto da Camillo Mastrocinque). 
Autore principalmente di commedie in italiano, ha visto alcune delle sue opere tradotte in napoletano (per I mariti si avvalse della collaborazione di Salvatore Di Giacomo).
Tra le sue altre opere, si ricorda una versione libera del Cantico dei cantici.
Nel 1871 mise in scena la pièce Triste realtà che peraltro, nonostante il plauso di Alessandro Manzoni, non ripeté il successo de I mariti.